# バテン・カイトス 終わらない翼と失われた海
『バテン・カイトス 終わらない翼と失われた海』（バテン・カイトス おわらないつばさとうしなわれたうみ、Baten Kaitos）は、2003年12月5日にナムコ（現・バンダイナムコエンターテインメント）から発売されたニンテンドー ゲームキューブ用ゲームソフト。

## 概要
旧ナムコ名記としては最後のゲームキューブ用ソフトであった。
開発はモノリスソフトとトライクレッシェンド。ディスク2枚組。意表をつくストーリー、幻想的な世界観、斬新な戦闘システムにより人気を博した。
ゲームキューブでは数少ない大作RPGとして注目を集めた本作は発売前から多くのゲームキューブユーザーの注目を集め、ニンテンドードリームでは大々的に取り扱われた。当時の市場の状況に鑑みるとスマッシュヒットに留まったが、ゲームキューブ完全新作タイトルとしては、歴代3位の売り上げを誇っている（1位はピクミンの54万本、2位は動物番長の17万本）。
続編がゲームキューブ用ソフトとして、『バテン・カイトスII 始まりの翼と神々の嗣子』が2006年2月23日に発売された。
ニンテンドーDS用にも新作が予定されていたが、ゲームキューブ版の続編のみに転向という形で開発中止となった。
発売から20年を経た2023年9月14日に、次回作『II』とセットにしたHDリマスター版『バテン・カイトス I&II HD Remaster』がNintendo Switchで発売された。

## ストーリー
その昔、長きに渡った邪神との戦に人々は辛くも勝利し、邪神は「エンド・マグナス」と呼ばれるカードに封印されたが、大地は邪神の血により荒れ果てた。
そして人々は、生きる希望を果てしない大空に求めた。人々の背中には、広大な空での永い生活のためか大きな羽が生まれ、それは「こころの翼」と呼ばれている。現在、世界は幾つかの浮遊大陸とそれらを統治する大小の国家で構成され、争いのない日々が続いていた。しかし、その陰でマグナス精製などの科学技術を発達させ圧倒的な軍事力を得た帝国アルファルド皇帝ゲルドブレイムは太古の邪神を封じた「エンド・マグナス」を我が物にしようと企んでいた。
一方、育ての親と弟の仇を追っているカラスは、辺境の地サダルスウドの月騙しの森でモンスターに襲われ、倒れているところを助けられる。近くの村ケバルライで目覚めると、カラスに憑いている精霊（プレイヤー）は記憶を失っていた。

## ゲームシステム

### マグナス
物体の本質「マグナ・エッセンス」を封印したカードのこと。バテン・カイトス世界では、誰もがマグナスを持ち、必要に応じ元の形に戻して使用している。マグナスは時間経過によって変化（新鮮な果物のマグナスが腐った果物のマグナスに変わるなど）することはあっても、捨てない限りは無くなることはない。例外として「火」は消えて無くなってしまう。

### マグナスバトル
バテン・カイトスの戦闘は従来通りのターン制だが、武器攻撃・魔法・防御・回復などの入力はコマンド方式ではなく、マグナスを使ったカード選択式となっている。キャラクターごとに所持するマグナスを編集しておき、戦闘中は画面下部に表示されたマグナスから一枚ずつ選んでいくことで行動を決定する。
攻撃ターンでは、選んだマグナスのアクションが途切れる前に次のマグナスを選ぶことで、攻撃を繋げることができる。味方の回復は攻撃ターンのみ行うことができ、その際ターゲット選択を誤ると敵を回復させてしまうので注意が必要である。また、防御ターンでは敵の攻撃の合間にマグナスを選ぶことで連続した防御が可能になる。
マグナスには「精霊数」と呼ばれる複数の数字が付けられており、ポーカーの要領で数字を揃えると「プライズ」が発生、ダメージ・回復量がアップ（または軽減）する。ただし、敵の属性やマグナス同士の属性も考えて選ばないと、ダメージを相殺してしまうので、プライズばかりを狙うわけにもいかない。
また、戦闘中に特定のマグナスを組み合わせることで「SPコンボ」が発生し、新しいマグナスが手に入る。
- SPコンボの実例
  - 「えび（のマグナス）」+「釣竿」=「鯛」
  - 「おにぎり」+「醤油」+「ファイアバースト2」=「焼きおにぎり」
  - 「白紙のノート」+「赤青鉛筆」=「落書きノート」
- 他にも数十種類のコンボが存在する。

マグナス選択の制限時間とプライズ・SPコンボの存在により、程よい緊張感の中でスピードと戦略が必要になる爽快な戦闘を楽しむことができる。ゲームに慣れてくると、スピード感を出すはずの制限時間が逆に長く感じられるようになり、また「全体攻撃」の概念がないため、ザコ戦でも1分以上かかってしまうことがある。

## 登場キャラクター

### メインキャラクター
カラス (Kalas)
声 - 鳥海浩輔
本作の主人公。世界でも珍しい精霊憑きの少年。18歳（作中で19歳となる）。生まれつきこころの翼を右しか持たず、飛翔器という機械（帝国のものとは違うオリジナル）を付けている。アルファルド帝国のジャコモに祖父のゲオルグと弟のフィーを殺されており、復讐を果たそうとしている。そんな境遇ゆえに打算的でひねくれた性格をしており、人助けなども周りのメンバーに合わせるため仕方なくしている。こころの翼は灰色がかった鳥の翼で、飛翔器は翼竜の骨格に似せた形である。後述のシェラともども、こころの翼による滞空が可能である。
シェラ (Xelha)
声 - たかはし智秋
本作のヒロイン。優しくも気丈な心を持ち、旅をする少女。17歳。エンド・マグナスを解放しようとしている皇帝ゲルドブレイムの野望を阻止しようと奔走しているときにカラスと出逢う。カラスとは対照的に落ち着いてしっかりとした性格をしており、面倒事を回避したがるカラスをいつもなだめている。ミーマイに懐かれており、常にフードの中にいる。こころの翼は妖精の羽。
ギバリ (Gibari)
声 - 梁田清之
雲の国ディアデムの漁村ナシラの漁師の男性。34歳。彼の漁村では迷信と言ってしまってもよいしきたりが常識となっているが、幼い頃からそれを嫌う彼は他の漁師と衝突し、意見が合わないこともしばしばある。ディアデムの王レイドカーンとは幼なじみで旧知の仲。武器はボートを漕ぐ時に使うパドル。こころの翼はプテラノドンと似た形のもの。
リュード (Lyude)
声 - 岸尾大輔
帝国の貴族の家に生まれたエリート兵士である少年。18歳。上司の不条理な命令に対しても意見するような正義感を持つ。しかし、そのために反感を買い、雲の国ディアデムに特務大使として赴任という実質的な左遷状態にされてしまう。また、同じくエリート兵士である兄のスキードと姉のヴァレイ、乳母のアルマードがいる。
普段は肩に担ぐ程の巨大な銃で敵を撃ち攻撃するが、時折銃で敵を殴ったり銃の推進力を利用したドロップキックを敵に叩き込んだりもする。帝国の人間であるためこころの翼は持っていない。
サヴィナ (Savyna)
声 - 浅野まゆみ
滝の村オプでひっそりと暮らす女性。25歳。魔物を狩って生計を立てている。無口で、落ち着いた雰囲気を漂わせるが、凶暴なモンスターを格闘技でいとも簡単に倒してしまう姿はただ者ではないことを匂わせる。こころの翼は孔雀。
ミズチ (Mizuti)
声 - 中山依里子
風変わりな仮面を纏った少女。14歳。独特なしゃべり方と発言内容の不可解さが特徴的。自らを「ミズチさま」（ミズチ様ではない）と呼び、「正義の味方」と称して「秘密の大作戦」のためにやってきたと本人は言う。シェラのものとは型の違う古代魔法を使い、手に持ったチャクラムを使って攻撃したりもする。こころの翼は持たないが、魔法で宙に浮いている。

### サブキャラクター
ゲルドブレイム (Geldoblame)
声 - 茶風林
帝国アルファルドの皇帝。45歳。己の権力を行使し、恐怖政治を行う。邪神の強大な力を我が物にしようとエンド・マグナスを捜索して、その復活を目論んでいる。
ジャコモ (Giacomo)
声 - 松本大
ゲルドブレイムの忠実な部下の男性。33歳。カラスの家族の命を奪った張本人。皇帝の命でエンド・マグナス捜索の任務についている。大鎌を使い戦う。こころの翼を持たず飛翔器を付けている。人間離れした能力を身につけている。
エイメ (Ayme)
声 - 浅川悠
ゲルドブレイムの部下の女性。28歳。凄腕のスナイパー。
フォロン (Folon)
声 - 中國卓郎
ゲルドブレイムの部下の少年。18歳。優れた戦士。
レイドカーン (Ladekhan)
声 - 千葉進歩
雲の国ディアデムの国王の男性。32歳。文武に優れた名君として、王国の民からも大きな信頼を受けている。幼少のころはギバリの父親であるラムバリに剣術の指導を受けており、ギバリとはそのころからの旧知の仲。
ロドルフォ (Rodolfo)
声 - 高瀬右光
サダルスウドの領主の男性。51歳。小心者で、ずる賢い性格。
アナ (Anna)
声 - 重松朋
一人で酒場を経営している女性。29歳。ギバリとは幼なじみ。
コレルリ (Corelli)
声 - 松井菜桜子
緑豊かな国アヌエヌエを治めている少女。17歳。妖精導師と呼ばれ、予言の力を持つ。
カルブレン (Calbren)
声 - 小山武宏
幻の国ミラを治める大公の男性。61歳。9年前に息子夫婦を流行病で亡くし、残った孫のミローディアを溺愛している。
ミローディア (Mirodia)
声 - 荒木香恵
カルブレンの孫である少女。15歳。ミラの民からは天使のような姫として愛されている。
ミーマイ (Meemai)
世界各地に点在するグレイソーンという生物。知能が高く、体のサイズを変えられたり、シェラのフードに入る大きさから大の大人を運ぶことができたりと自由自在。

## スタッフ
- エグゼクティヴプロデューサー - 杉浦博英
- プロデューサー - 野村匡、野口伸二
- ディレクター
  - アートディレクター - 本根康之
  - サウンドプログラム - 初芝弘也
- シナリオライター - 加藤正人
- ミュージックコンポーザー - 桜庭統
- キャラクターデザイナー - 日暮央
- オープニングムービープロデューサー - 倉澤幹隆

## CMソング
「SHINING OVER YOU」
作詞・作曲 - HYDE / 歌 - HYDE

## 関連商品

### 和書
- 攻略本
  - バテン・カイトス 終わらない翼と失われた海 Vジャンプブックス
  - バテン・カイトス 終わらない翼と失われた海 公式ソリューションガイド
- 小説
  - バテン・カイトス 真実の破壊と約束の嘘
    - 著：工藤治、挿絵：日暮央

  - バテン・カイトス 嵐の城
    - 著：愛沢匡
- その他
  - バテン・カイトス 終わらない翼と失われた海 公式設定資料集
  - バテン・カイトスコミックアンソロジー

### 音楽
- バテン・カイトス 終わらない翼と失われた海 オリジナルサウンドトラック